# مینیما
مینیما شهری در شهرستان زیمتنگا در استان بام در بورکینافاسوی شمالی است و جمعیت آن ۸۲۹ نفر است.